# علي كنا
الملازم الأول علي كنا (مواليد 1945) هو ضابط عسكري ليبي من أصل طوارقي،لعب دورًا هامًا خلال الحرب الأهلية الليبية الأولى والثانية،قاد قوات معمر القذافي الجنوبية خلال الحرب الأهلية الليبية الأولى،وذلك بعد نهاية حرب الصحراء الليبية،وفر إلى أغاديس وساعد الموالين للقذافي،وأبرزهم قائد القوات الجوية علي شريف الريفي،على الهروب إلى النيجر،وفي عام 2013،عاد إلى منطقة فزان ،وشارك في نزاع أوباري خلال الحرب الأهلية الليبية الثانية،وفي عام 2015،شارك في مفاوضات الدوحة لإنهاء الصراع بين قبيلتي الطوارق والتبو،وفي فبراير 2019، قام رئيس حكومة الوفاق الوطني فايز السراج بتعيينه قائدًا للمنطقة العسكرية الجنوبية (سبها)

## نشاطه العسكري
في عام 2004،قام الرئيس الليبي معمر القذافي بتعيينه قائدًا للواء المغاوير ،الذي شكل حديثًا،ويقع مقرّه في أوباري،تكوّن هذا اللواء من 3000 من الطوارق الساحليين من النيجر ومالي،وبالتالي اتُهموا بأنهم مرتزقة في الحرب الأهلية الليبية الأولى،وبعد سقوط نظام القذافي،انضمّ بعض أعضاء اللواء إلى الحركة الوطنية لتحرير أزواد في مالي،وبعد سقوط طرابلس في 28 أغسطس 2011، كانت بني وليد وسرت وقواته الجنوبية في سبها المدن الرئيسية الوحيدة التي لا تزال تحت سيطرة نظام القذافي،في 6 سبتمبر 2011، عبرت قافلة كبيرة من مقاتلي الطوارق المؤيدين للقذافي في الكتيبة الجنوبية إلى الجزائر قبل دخولها إلى النيجر،وقد ترددت شائعات بأن كنا كان جزءًا من هذه القافلة، وسط شائعات بأن القذافي نفسه وابنه سيف الإسلام سيلحقان بهذه القافلة وينضمان إلى هذه الكتيبة في طريقهما إلى بوركينا فاسو،وفي عام 2013، ورد أنه عاد إلى ليبيا من منفاه في النيجر،بعد أن لعب دورًا هامًا في صراع أوباري بين قبائل الطوارق والتبو في عام 2015،قام بالدعوة إلى إنشاء جيش متعدد الأعراق في الجنوب،والذي يتبنى أيديولوجية الجماهيرية التي يتبناها القذافي في 17 مايو 2016،وفي الأول من سبتمبر 2016، أقام حفلًا في غات لإحياء الذكرى السابعة والأربعين لثورة الفاتح من سبتمبر التي قادها القذافي،وفي أكتوبر 2016، قام الضباط المسيطرون على منطقة فزان الجنوبية بتعيينه قائدًا لهم من جانب واحد دون استشارة خليفة حفتر،وبعد أن تم تعيينه، ادعى أن قواته لن تتدخل في السياسة ودعا إلى توحيد ليبيا بين حكومة الوفاق الوطني ومقرها طرابلس ومجلس النواب ومقره طبرق . كما ذكر أن تشكيل "القوات المسلحة العربية الليبية في جنوب ليبيا" كان مسألة داخلية للمنطقة الجنوبية،وفي مايو 2017، سيطرت قواته سلميًا على حقل الشرارة للنفط من ميليشيا اللواء الثالث عشر في مصراتة،وفي يونيو 2017، ترددت شائعات عن انضمام سيف الإسلام القذافي إلى قواته في أوباري بعد إطلاق سراحه من قبل الزنتان،في يوليو 2017،ذهب إلى الجزائر للقاء وزير الخارجية الجزائري عبد القادر مساهل ،حيث تسيطر قوات الطوارق التابعة له على منطقة غات الحدودية مع الجزائر،ويُزعم أن لكنا تربطه علاقات وثيقة بالمخابرات الجزائرية،وفي يناير 2019، عندما قام الجيش الوطني الليبي بقيادة خليفة حفتر بشن هجوم على جنوب ليبيا خلال الحرب الأهلية الليبية الثانية،ودعا حكومة الوفاق الوطني إلى ثني حفتر عن زعزعة استقرار منطقة فزان،في فبراير 2019، تم تعيينه من قبل رئيس حكومة الوفاق الوطني فايز السراج قائدًا لمنطقة فزان،وكان الهدف من تعيينه هو الدفاع عن حقل الشرارة للنفط من الاستيلاء عليه من قبل الجيش الوطني الليبي وتوحيد ميليشيات الطوارق والتبو ضد حفتر،جاء تعيين كنا بنتائج عكسية حيث بدا أن الرأي العام المحلي يدعم بقوة استيلاء حفتر على السلطة وسقط معظم فزان، بما في ذلك سبها وحقل الشرارة للنفط ، على يد الجيش الوطني الليبي،و في نوفمبر 2019،قام بانتقاد المقاتلين الجنوبيين الذين يدعمون حملة حفتر في غرب ليبيا ودعاهم إلى الانسحاب على الفور،اعتبارًا من يونيو 2021، لا تزال كتائب الطوارق التابعة لكنا تسيطر على غات وأوباري ومرزق ومعبر إيسين الحدودي.